# Лорейру, Жозе Жоржи
Жозе Жоржи Лорейру (порт. José Jorge Loureiro; 23 апреля 1791, Лиссабон — 1 июня 1860, там же) — португальский политический, государственный и военный деятель, Премьер-министр Португалии (18 ноября 1835 — 20 апреля 1836). Министр финансов (1835—1836). Министр военно-морского флота и заморских территорий (1842). Генерал. Дипломат.

## Биография
Изучал право на юридическом факультете университета Коимбры.
После вторжения в Португалию в 1807 году имперского французского корпуса под командованием Жана Андоша Жюно, ещё будучи студентом, присоединился к движению сопротивления, записался добровольцем в Академический батальон, сформированный для борьбы с Армией Жюно, Принял участие во всех кампаниях Пиренейской войны, в которых участвовал его корпус. После подписания Синтрского соглашения, по которому французские войска должны были покинуть Португалию, остался в Лиссабоне, сменив научную карьеру на военную и вступил в армию Португалии.
Служил адъютантом бригадного генерала Арчибальда Кэмпбелла. В составе португальского корпуса участвовал в Битве при Ла-Альбуэра (1811), отличился в Битве при Витории, Битве при Пиренеях и при осаде Памплоны (1813).
В начале 1818 года получил чин капитана и был назначен военным атташе при посольстве Португалии в Шведско-норвежской унии, должность которую занимал в течение нескольких лет.
Горячий сторонник либерализма, после вступление на престол Португалии Мигеля I и восстановление абсолютистского режима был вынужден эмигрировать в Великобританию и Ирландию. Много лет жил в Лондоне, позже переехал во Франции. В Париже, продолжил обучение, посещая курсы естественных, экономических и исторических наук. Путешествовал по Франции и Швейцарии.
Присоединился к португальским либеральным деятелям. Взял на себя функции начальника штаба 2-й дивизии экспедиционной пехотной дивизии Либеральной армии, функции, участвовал в высадке в Минделу на Кабо-Верде, отвечал за организацию похода войск Либеральной армии на континент. В 1832 году принимал активное участие в военных кампаниях против королевских войск. Был назначен руководителем отдела штаба Главнокомандующего Либеральной армией.
В 1835 году — возглавил Военное министерство Португалии. В том же году стал министром финансов.
18 ноября 1835 — 20 апреля 1836 года занимал кресло Премьер-министра Португалии.
В 1834-1836 годах избирался депутатом парламента Португалии.
Умер от инсульта.

## Избранные сочинения
- Regulamento de Táctica Elementar para o exercício da infantaria, Lisboa, 1841
- Breve notícia da expedição do marechal do exército duque da Terceira, sobre o reino do Algarve, em 1833, Lisboa, 1851
- Memórias políticas 1834-1844 (Lisboa, 1986)

## Награды
- Командор Ордена Башни и Меча
- Кавалер Большого креста Ордена Леопольда I
- Орден Железной короны